# 510 هـ
510 هـ هي سنة في التقويم الهجري امتدت مقابلةً في التقويم الميلادي بين سنتي 1116 و1117.

## مواليد
- العراقي الخطيب
- عفيفة بنت أحمد الأصبهانية
- نجم الدين الخبوشاني

## وفيات
- أبو الخطاب الكلوذاني
- أبو الغنائم النرسي